# Monastero di Sucevița
Il monastero di Sucevița è un convento ortodosso situato nella parte nord-orientale della Romania. Sorge presso il fiume Sucevița (affluente del Suceava), nell'omonimo villaggio, a diciotto chilometri dalla città di Rădăuți, nella parte meridionale della Bucovina.

## Descrizione
Il complesso è stato costruito nel 1585 su commissione della famiglia Movilești (nello specifico i fratelli Ieremia Movilă, Gheorghe Movilă e Simion Movilă).
La chiesa è stata dichiarata Patrimonio dell'umanità dell'UNESCO come parte del complesso delle Chiese della Moldavia.
L'architettura della chiesa fonde elementi bizantini e gotici ma resta sostanzialmente in linea con le altre chiese dipinte della Moldavia settentrionale. Le mura della chiesa, sia all'esterno che all'interno, sono coperte di affreschi raffiguranti episodi del Vecchio e del Nuovo Testamento, realizzati nel 1601. La corte interna del complesso disegna un quadrato di circa 100 metri di lato, circondato da mura alte 6 metri e spesse 3 metri. Altre strutture difensive sono le quattro torri angolari.
Sucevița fu una residenza principesca, oltre che un complesso monastico fortificato dedito alla produzione di manoscritti e libri stampati. Le mura ospitano oggi un museo dei reperti rinvenuti in loco: suppellettili ecclesiastiche in argento, libri e manoscritti, i ricchi affreschi delle tombe dei Movilești.
Il monastero contiene la tomba del voivoda di Moldavia Ieremia Movilă, morto nel 1606, e di suo fratello Simion.

## Galleria d'immagini

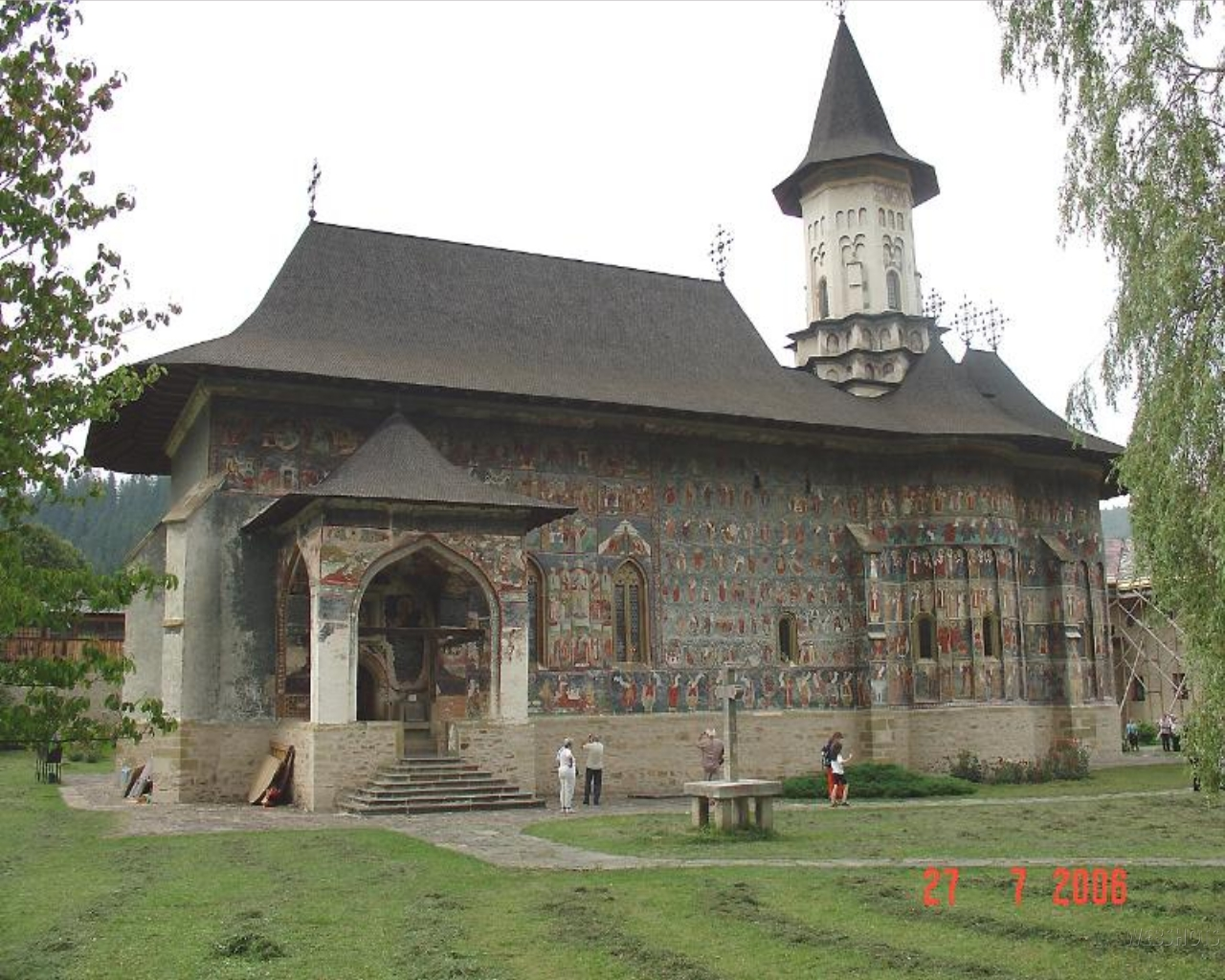
La "Chiesa della Resurrezione" del complesso monastico
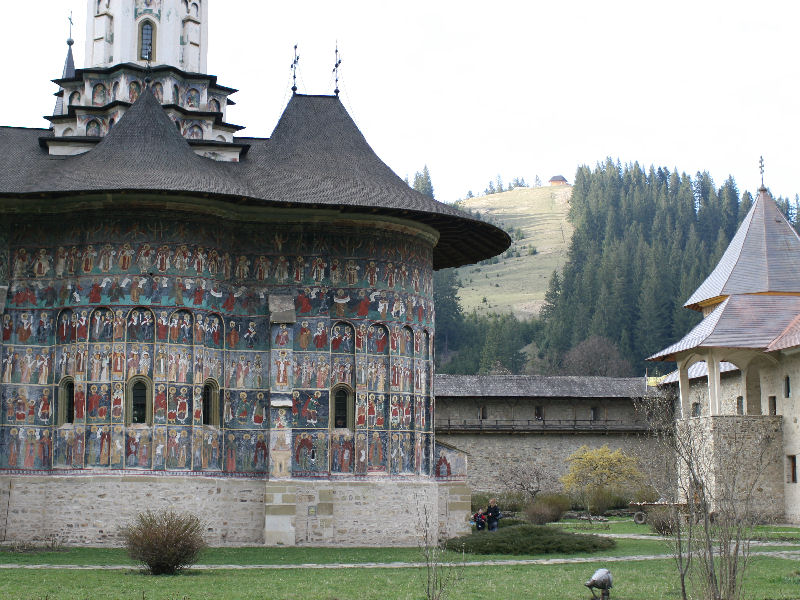
Panoramica dell'abside della chiesa con scorcio delle mura esterne
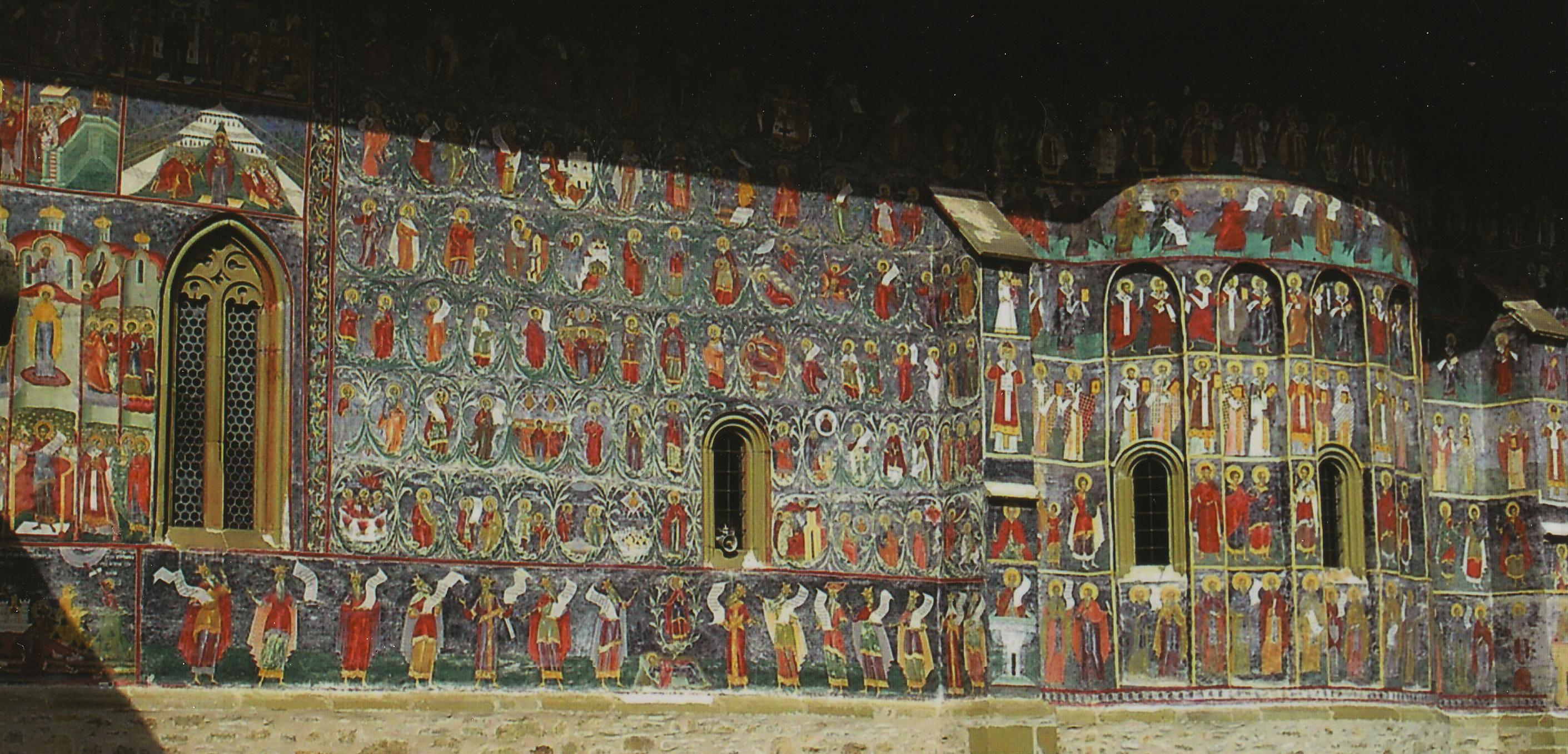
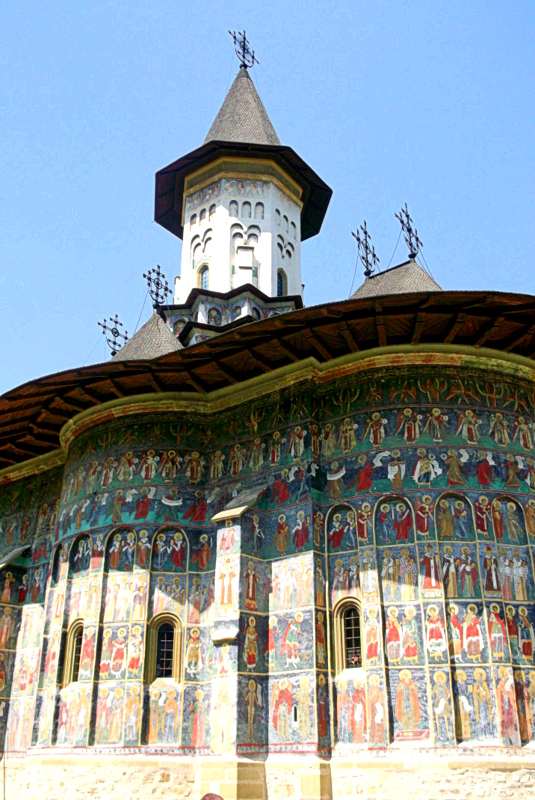
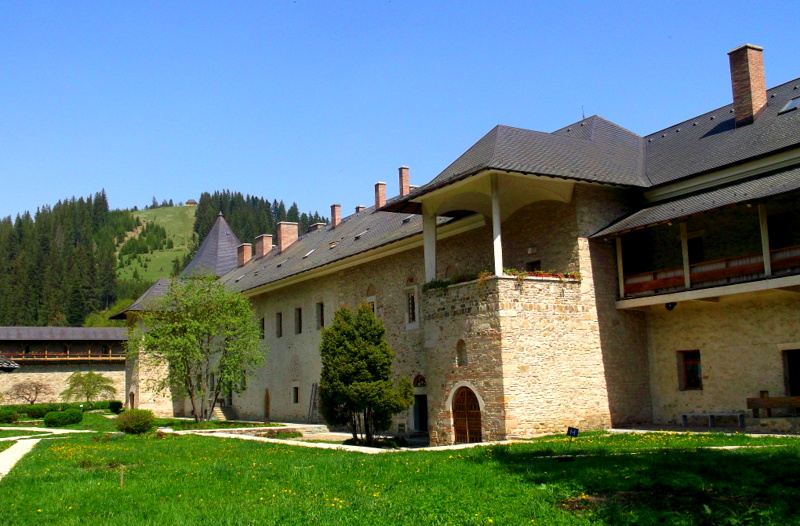
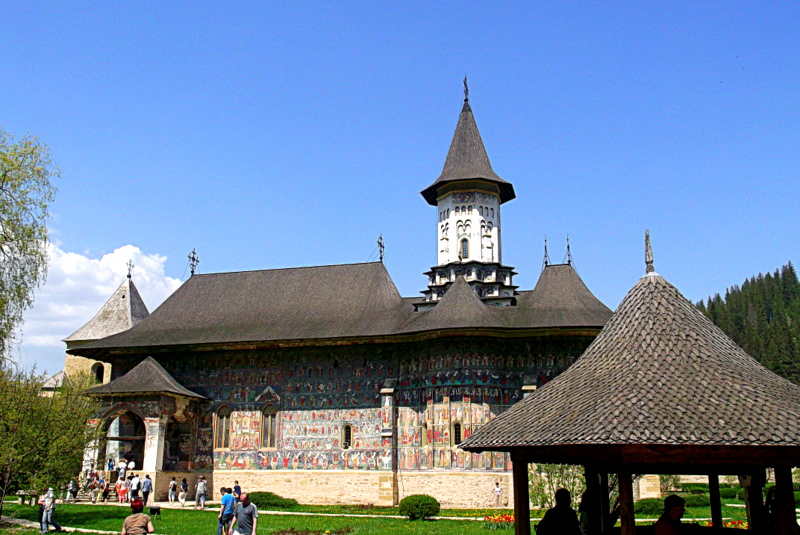
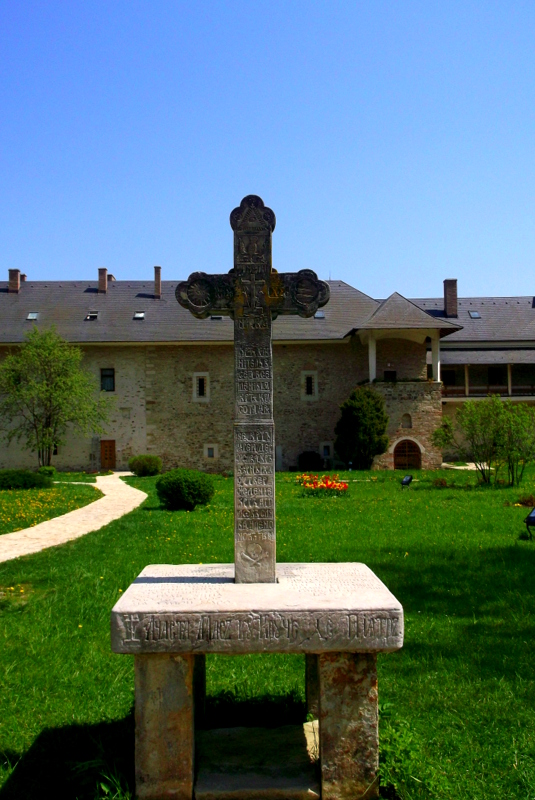
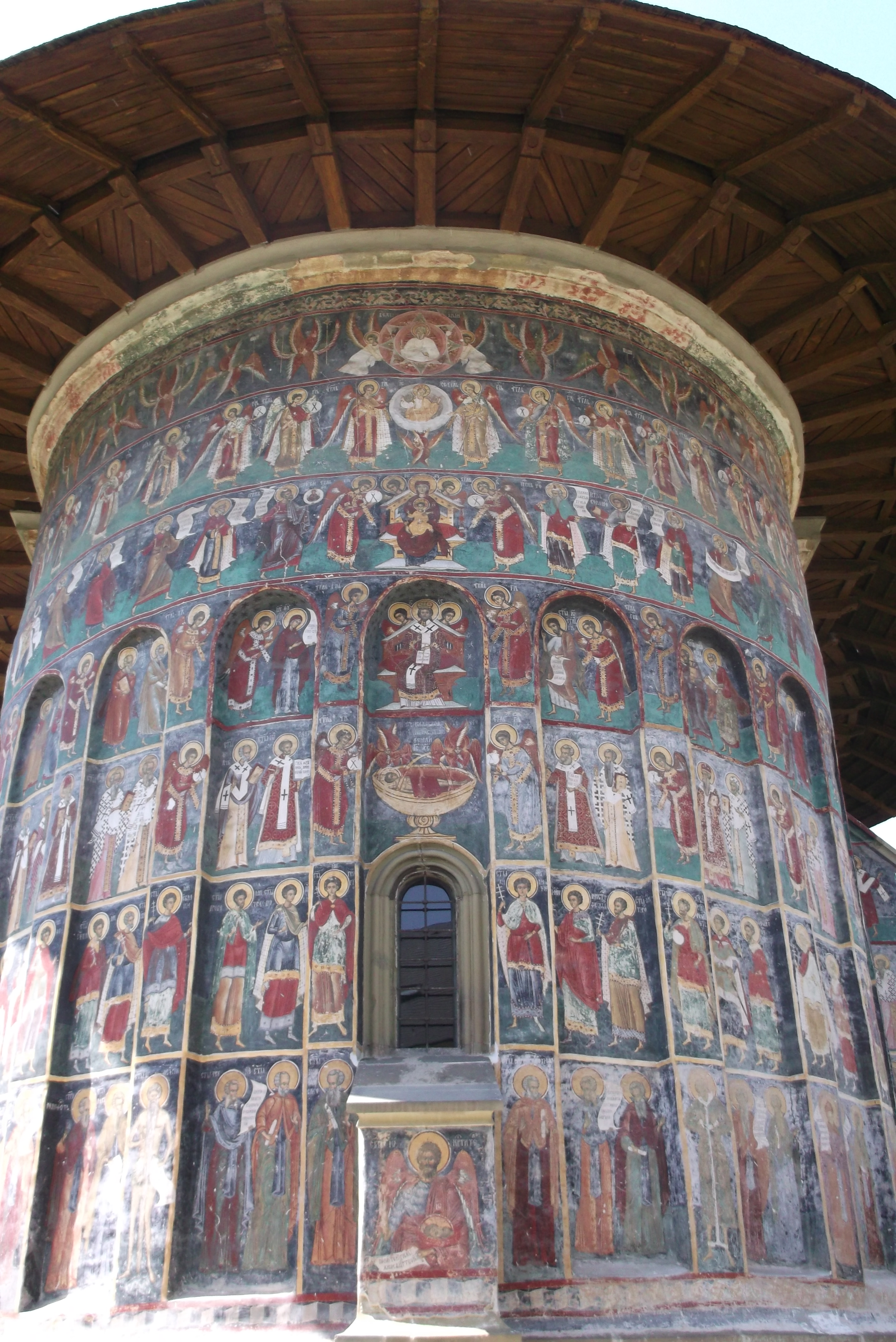
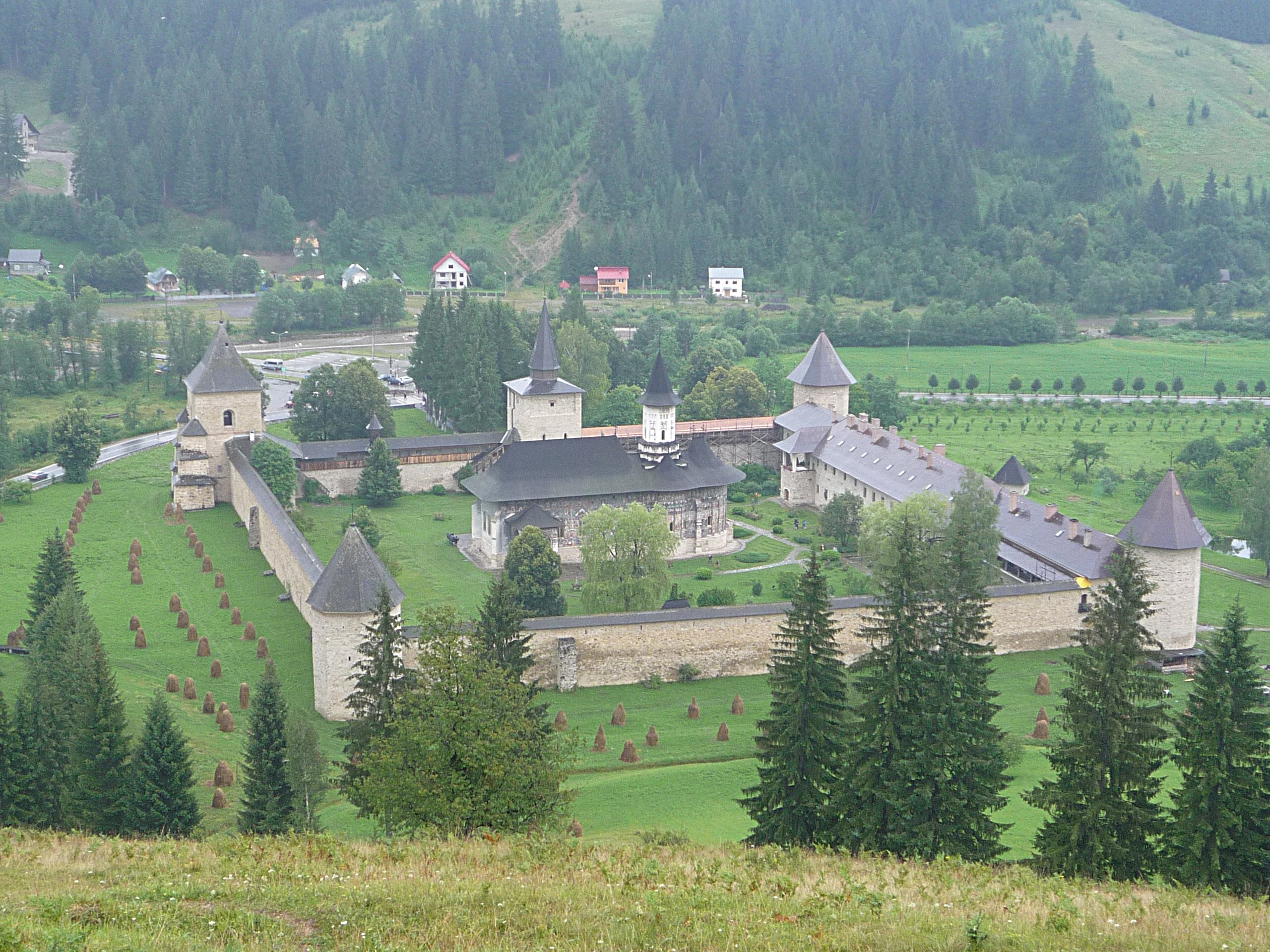
Panoramica del complesso monastico